# Metropolitana di Ankara
La metropolitana di Ankara (Ankara Metrosu) è una rete di metropolitane che serve la città di Ankara, in Turchia. La rete si compone di 5 linee.

## Caratteristiche
- Ankaray è una metropolitana leggera, è stata costruita in quattro anni (1992-1996). La linea corre tra Asti (Ankara Şehirlerarası Terminal İşletmesi - Ankara Intercity Bus Terminal) e Dikimevi, su una distanza di 8,7 km, di cui 8 km sotterranei.
- La metro Ankara. La linea è lunga 14,7 km e ha 12 stazioni.

## Nuove linee e prolungamenti
Le tre nuove linee in costruzione mirano a trasformare la rete di Ankara in un sistema di 5 linee che ha come fulcro Kizilay, nel centro della città, con l'obiettivo di raggiungere una capacità di trasporto di 58.000 passeggeri all'ora.
- Linea sudovest: Kizilay-Çayyolu , 16 stazioni, 18 km
- Linea nord: Ulus-Kecioren, 6 stazioni, 7,9 km
- Linea sud: TBMM-Dikmen, 5 stazioni, 4,8 km

Oltre a tali infrastrutture, è in corso di prolungamento la linea 1 verso ovest, da Batikent a Sincen, per un totale di 18 km.